# Нейрон
Нейро́н, зрідка неврон чи (лат. neuron, від дав.-гр. νεῦρον — «волокно», «нерв»)  — електрично збудлива клітина, що обробляє та передає інформацію у вигляді електричного або хімічного сигналу. Передача хімічних сигналів відбувається через синапси — спеціалізовані контакти між нейронами та іншими клітинами. Нейрони є основними компонентами нервової системи, яка включає головний та спинний мозок і периферичні ганглії. Існують різні типи нейронів. Сенсорні нейрони реагують на дотик, звук, світло та багато інших стимулів, впливаючи на клітини органів чуття, які відтак надсилають сигнали у спинний та головний мозок. Мотонейрони одержують сигнали від головного та спинного мозку, спричиняють скорочення м'язів та впливають на роботу залоз.

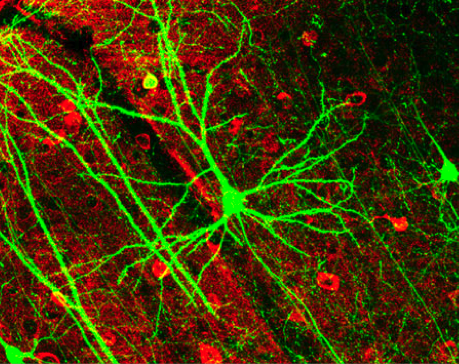
Пірамідні нейрони

Культура нейронів переднього мозку після 40 днів диференціації від індукованих людських плюрипотентних стовбурових клітин (iPSCs). TUJ-1-позитивні клітини експресують маркер (β3-tubulin) зрілих нейронів (червоний колір). GABA-позитивні клітини (зелений колір) експресують маркер GABA- ергічних нейронів — рецептор гамма-аміномасляної кислоти (ГАМК) A, альфа 1. Ядра клітин пофарбовані DAPI (синій колір).

Схема будови нейрона

Типовий нейрон складається з тіла клітини (соми), дендритів та аксону. Дендрити являють собою відростки, що виходять з тіла клітини. Вони можуть тягнутися на сотні мікрон та багаторазово розгалужуватися, утворюючи складне «дендритне дерево». Аксон являє собою особливе клітинне волокно, що виходить з тіла клітини у місці, називаному аксонним горбиком, і простягається на відстань, що в людини може складати близько 1 м, та навіть на більшу в деяких видів тварин. З тіла клітини часто виходить декілька дендритів, але не більше одного аксону, хоча останній може розгалужуватись сотні разів. На більшості синапсів сигнали передаються від аксона одного нейрона до дендрита іншого. Однак із цього правила є чимало винятків: деякі нейрони можуть не мати дендритів чи аксону, синапси можуть сполучати аксон з аксоном, дендрит з дендритом тощо.

## Загальна характеристика
Нейрони містяться в організмі більшості тварин (усіх членів підцарства Справжні багатоклітинні, за винятком губок та кількох інших типів простих організмів). Основною якістю нейронів є здатність до збудження під впливом електричного сигналу та наявність синапсів — складних мембранних сполучень, що передають сигнали іншим клітинам. Нейрони тіла в сукупності з гліальними клітинами, які забезпечують їх структурну та метаболічну підтримку, утворюють нервову систему. У хребетних більшість нейронів належить до центральної нервової системи, частина знаходиться у периферичних гангліях, а багато сенсорних нейронів розташовано в органах чуття, наприклад у сітківці та завитці.

## Класифікація нейронів
За функціями та будовою нейрони поділяють на три основні типи:
- Аферентні (чутливі) — сприймають та передають збудження від рецепторів до інших нейронів.
- Еферентні (рухові і секреторні) — передають збудження до виконавчих органів. Рухливі нервові волокна, що йдуть до скелетних м'язів, називають мотонейронами.
- Проміжні (вставні) — зв'язують одні нейрони з іншими. За характером виникаючого ефекту їх поділяють на збудливі і гальмівні.

За кількістю відростків:
- Уніполярні — нейрон з одним відростком. Такий тип переважає у безхребетних.
- Псевдоуніполярні — рецепторні нейрони, що несуть збудження від рецепторів шкіри, м'язів, внутрішніх органів у центральну нервову систему.
- Біполярні — нейрони з двома відростками. Один з них — аксон, направляється в центральну нервову систему, другий — аксоноподібний дендрит, іде до периферичної нервової системи.
- Мультиполярні — нейрони з декількома відростками. Вони є найпоширенішим видом нейронів у людини.

## Анатомія та гістологія
Нейронам притаманний набір органел, що не відрізняється від такого в інших типах клітин: ендоплазматичний ретикулум, апарат Гольджі, мітохондрії та велика кількість різних везикулярних структур. Але в нейронах ці органели часто локалізовані на обмежених ділянках клітини. На додаток до локалізації органел, нейрони відрізняються від «звичайних» клітин за спеціалізацією фібрилярних та тубулярних протеїнів, що складають цитоскелет. Попри те, що багато з цих протеїнів — ізоформ актину, міозину, тубуліну і т. ін. — знайдені і в інших типах клітин, особливості їхньої організації в нейронах забезпечують саме специфічні функції нервових клітин, особливо що стосується процесів синаптичної передачі. Філаменти, мікротрубочки, везикулярні переміщувальні системи та несучі протеїни узгоджують ріст аксонів та дендритів; переміщення та остаточне розміщення мембранних компонентів, органел та везикул; а також контролюють активні процеси екзоцитозу та ендоцитозу, що необхідні для синаптичної передачі сигналів.
Незважаючи на базову організацію, ідентичну з іншими клітинами, у нейронів яскраво виявлені риси, спричинені їхньою адаптацією для передачі електричних сигналів. Найпомітнішою адаптацією нейронів до сигнальної та провідної функції є їхнє інтенсивне розгалуження; найбільше це проявляється в розгалуженні дендритів. Дендрити є першочерговим приймачем синаптичних сигналів з синапсів, утворених відростками інших нейронів (також невелика частина синапсів може бути локалізованою і на тілі нейрона). На мікрорівні дендрити відрізняються високою концентрацією в них рибосом та специфічних цитоскелетних протеїнів, що віддзеркалює їхню сигнально-інтегруючу функцію. Спектр геометрії нейронів варіює від невеликої кількості клітин, що взагалі не мають дендритів, до клітин Пуркін'є, у яких кількість дендритних відгалужень зазвичай практично неможливо точно підрахувати (див. малюнок). При цьому, чим більше дендритних відгалужень має нейрон, тим більше інших нейронів передають на нього нервові сигнали; загалом, кількість синаптичних контактів, що можуть бути знайдені на одному нейроні, варіює від 1 до більше ніж 100 тисяч.
Синаптичні контакти, що утворюються на дендритах, створені видозміненим секреторним апаратом, найбільш близький аналог якого спостерігається в деяких епітеліальних клітинах. Типовий пресинаптичний термінал підходить до постсинаптичного контакту нейрона — приймача, і разом вони формують структуру, що називається синапс. В більшості синапсів не існує механічного контакту між мембранами з'єднаних ними нейронів. Замість цього пре- та постсинаптичні компоненти контактують та передають нервовий сигнал шляхом секреції специфічних молекул, що називаються нейромедіаторами, з пресинаптичного термінала, які зв'язуються на спеціальних структурах (рецепторах) постсинаптичного термінала. Ці молекули нейромедіаторів мають подолати проміжок зовнішньоклітинного простору, що заключений між пре- та постсинаптичною мембранами і називається «синаптична щілина». Ця щілина, однак, не є просто проміжком, заповненим міжклітинною рідиною. В ній розташована велика кількість різноманітних протеїнових структур, що контролюють процеси дифузії та зв'язування медіаторів, а також деградації нейромедіаторів після закінчення їхньої дії.
Інформація, отримана нейроном через дендрити, інтегрується та передається далі за допомогою аксона — клітинного відростка, пристосованого для проведення нервових електричних сигналів на великі відстані, до наступного місця міжнейронної взаємодії; довжина аксона може досягати від кількох сотень мікрометрів до кількох, а іноді навіть і кількох десятків, сантиметрів: наприклад, аксони нервових клітин, що йдуть від спинного мозку до ніг людини, мають довжину біля метра. Аксони мають свій власний особливий цитоскелет, елементи якого є критично важливими для процесів сигнальної передачі.
Нервовий сигнал, що передається нейронами, називається потенціалом дії (ПД). За своєю природою він є самопідтримуваною хвилею електричної деполяризації клітинної мембрани нейрона, що розповсюджується від точки її ініціації на клітині до наступного синапса, де сигнал передається на іншу клітину — це може бути інший нейрон в головному або спинному мозку, в автономному нервовому каналі або клітина м'язів або залоз в будь-якій частині тіла.
Хімічні та електричні процеси, завдяки яким інформація, закодована в потенціалах дії, передається через синаптичні контакти на наступну клітину, називаються синаптичною передачею. Пресинаптичні термінали (їх також називають аксотермінали та термінальні бутони) та постсинаптичні ділянки-приймачі зазвичай формують хімічні синапси, що є найбільш розповсюдженим типом синапсів в нервових системах всіх видів тварин. Інший тип синапсів — електричні — є набагато рідкіснішим.
Сектреторні органели в пресинаптичному терміналі хімічного синапса називаються синаптичними везикулами, і зазвичай являють собою сферичні мембранні структури, наповнені молекулами нейромедіаторів (інша назва — «нейротрансміттерів»). Розташування везикул в пресинапсі та процес їхнього злиття з синаптичною мембраною, що супроводжується вивільненням нейромедіатора, контролюються великою кількістю спеціалізованих протеїнів, зосереджених як всередині везикули, так і назовні. Молекули нейромедіатора, що вивільняються в синаптичну щілину, змінюють електричні властивості постсинаптичної мембрани шляхом зв'язування з постсинаптичними нейрорецепторами, що є великими спеціалізованими білковими молекулами.
Таким чином, основою передачі нервових сигналів нейронами є складна та взаємопов'язана активність нейромедіаторів, рецепторів та відповідних елементів цитоскелету, завдяки якій нейрони передають сигнали один до одного та на м'язові або залозові клітини-мішені.